# Ocrepeira potosi
Espèce
Ocrepeira potosi est une espèce d'araignées aranéomorphes de la famille des Araneidae.

## Distribution
Cette espèce est endémique du Nuevo León au Mexique,.

## Description
Le mâle holotype mesure 5,7 mm.

## Étymologie
Son nom d'espèce lui a été donné en référence au lieu de sa découverte, le Cerro Potosí.

## Publication originale
- Levi, 1993 : The Neotropical orb-weaving spiders of the genera Wixia, Pozonia, and Ocrepeira (Araneae: Araneidae). Bulletin of the Museum of Comparative Zoology, vol. 153, p. 47-141 (texte intégral).